# Dublinés (historieta)
Dublinés es una novela gráfica de Alfonso Zapico sobre la vida de James Joyce.

## Creación y trayectoria editorial
Para su creación, Alfonso Zapico se basó en la monumental biografía de Joyce escrita por Richard Ellmann, y visitó las ciudades europeas en las que residió el escritor irlandés. Contó además con la beca AlhóndigaKomik para residir durante un año en La Maison des auteurs en Angouleme (Francia).
Todo este proceso creativo se narra en La ruta Joyce, publicada poco después de Dublinés.
En 2012, Dublinés fue galardonado con el Premio Nacional de Cómic español correspondiente a 2011.